# Potamogeton alpinus
Potamogeton alpinus là một loài thực vật có hoa trong họ Potamogetonaceae. Loài này được Balb. miêu tả khoa học đầu tiên năm 1803.